# Sint-Jan-de-Doperkerk (Molenbeek)
De Sint-Jan-de-Doperkerk (Frans: Église Saint-Jean-Baptiste) heeft haar naam gegeven aan de Brusselse gemeente Sint-Jans-Molenbeek. In haar huidige gedaante is het een opmerkelijk art-deco-gebouw van architect Joseph Diongre.

## Geschiedenis

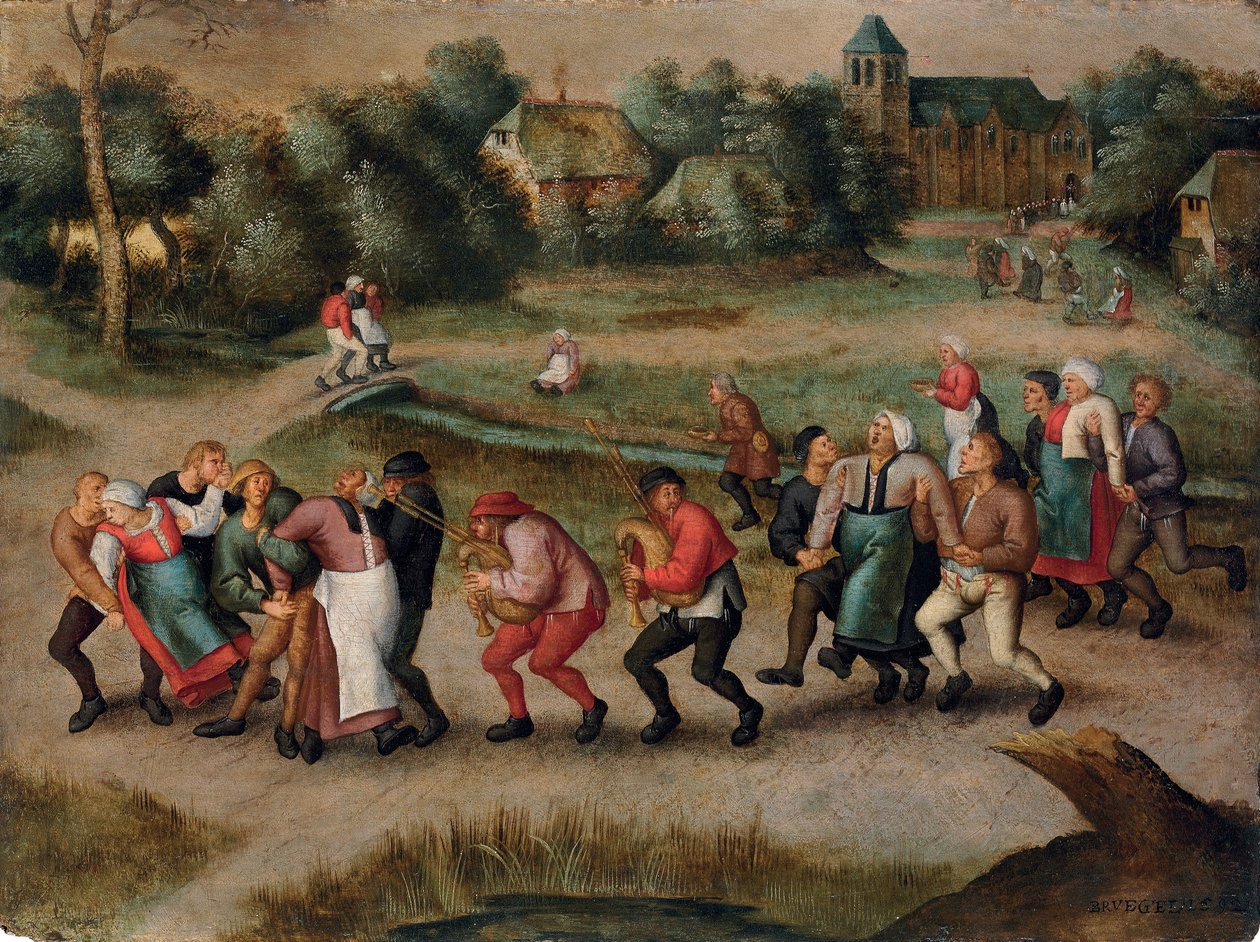
De kerk afgebeeld op Sint-Jansdansers in Molenbeek (Pieter Brueghel de Jonge, 1592)

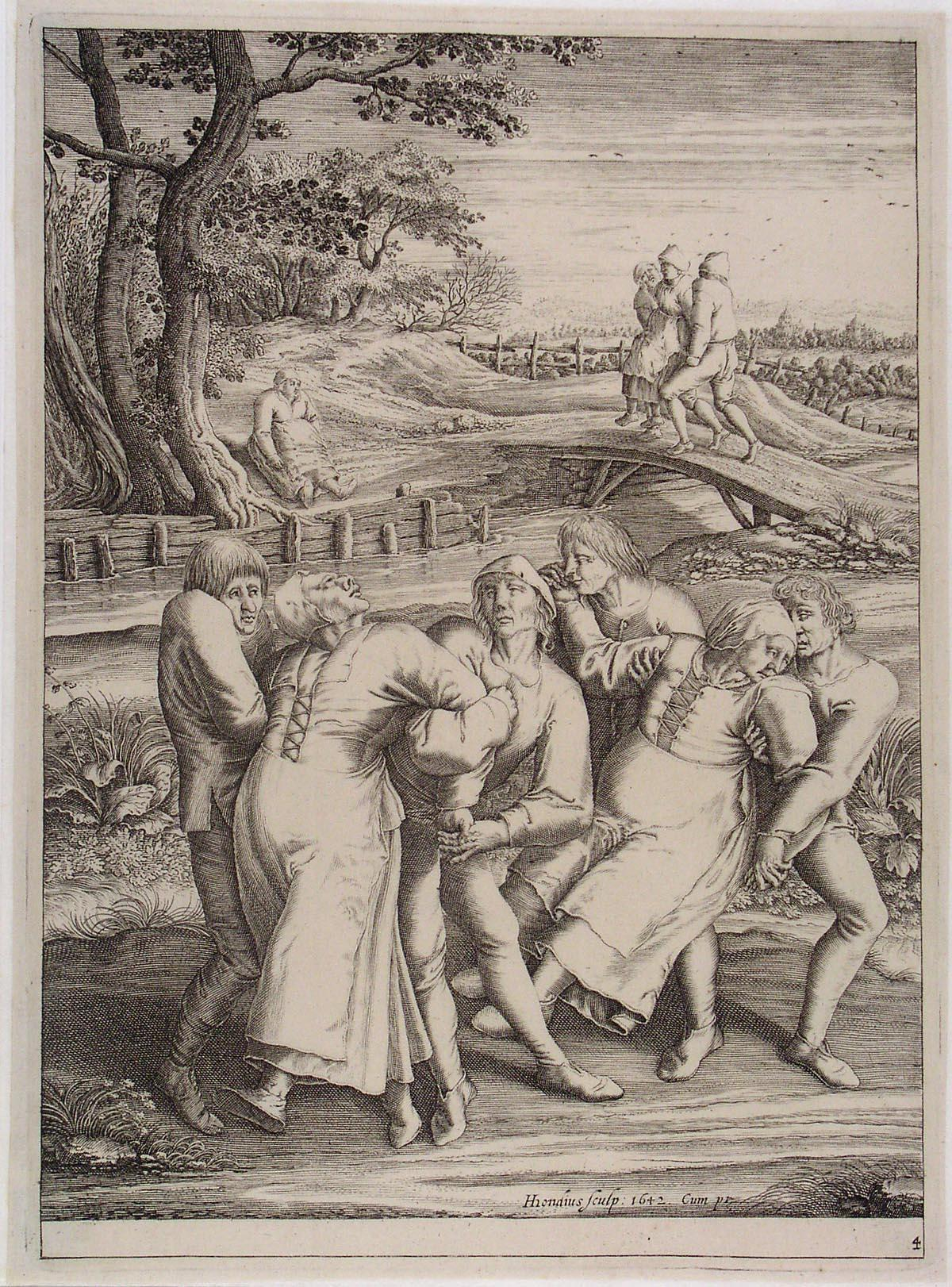
Epileptici worden over het brugje gedragen (Hendrik Hondius, 1642)

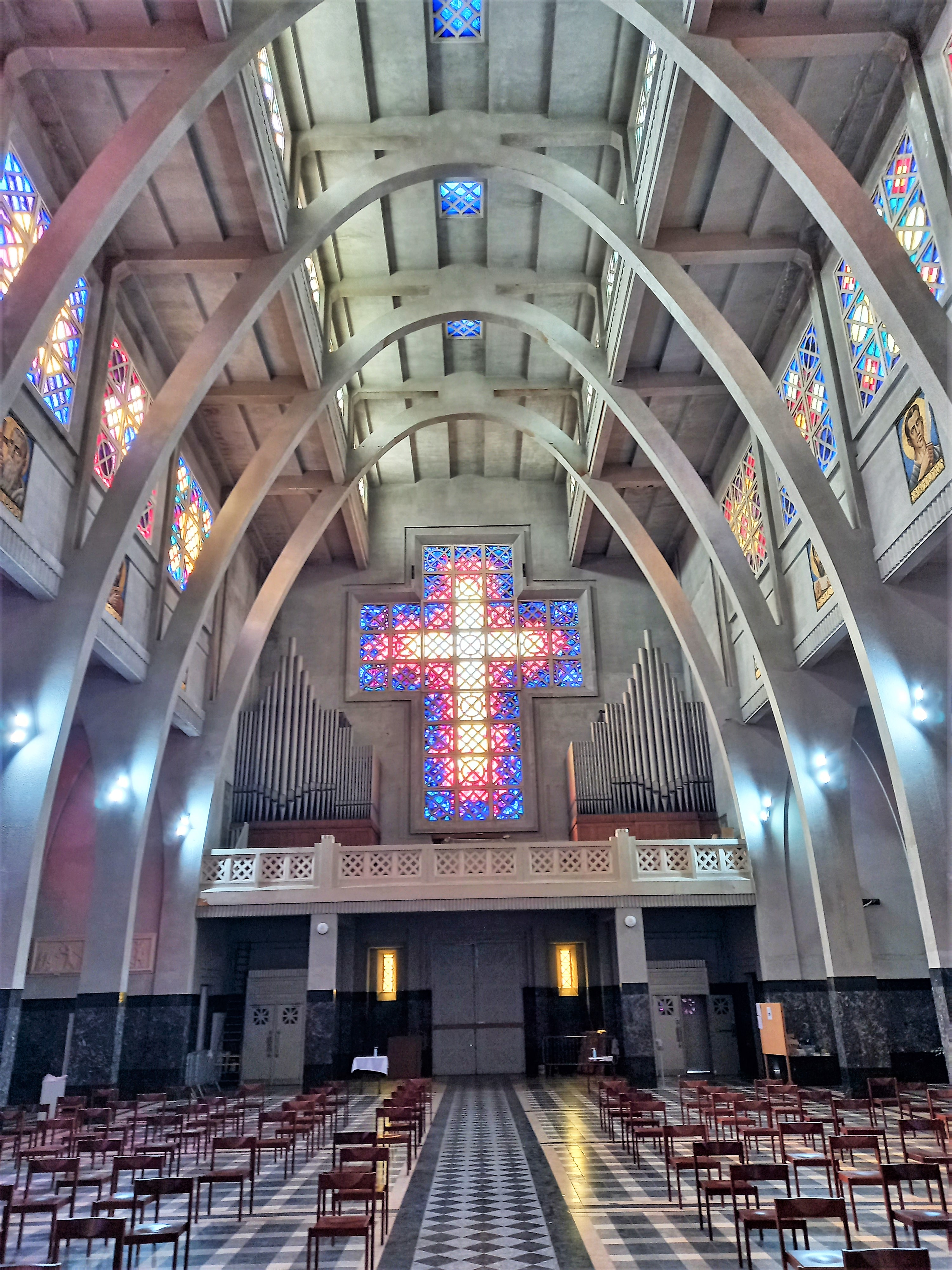
Interieur met de monumentale betonbogen

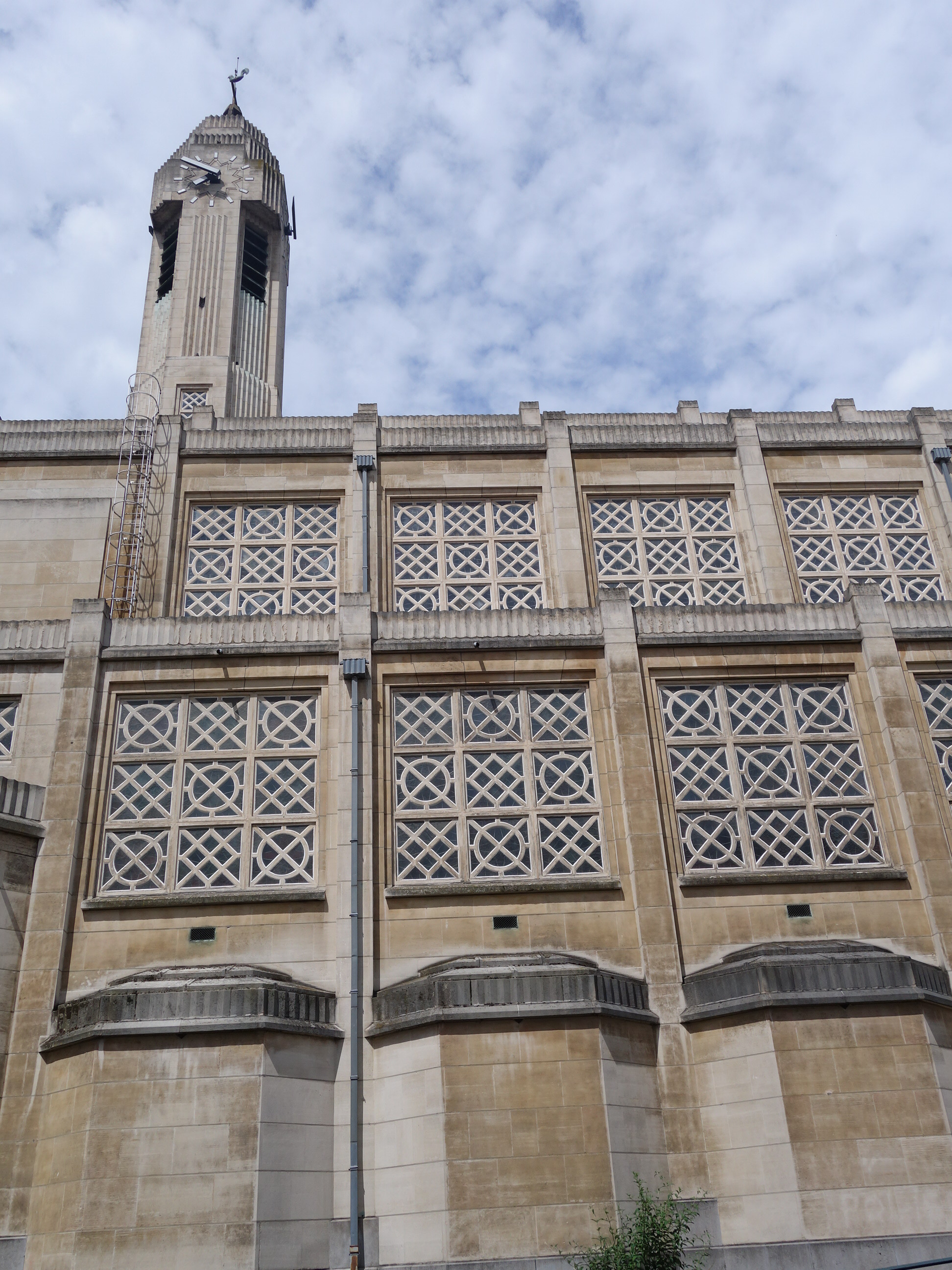
Claustra in de zijgevel

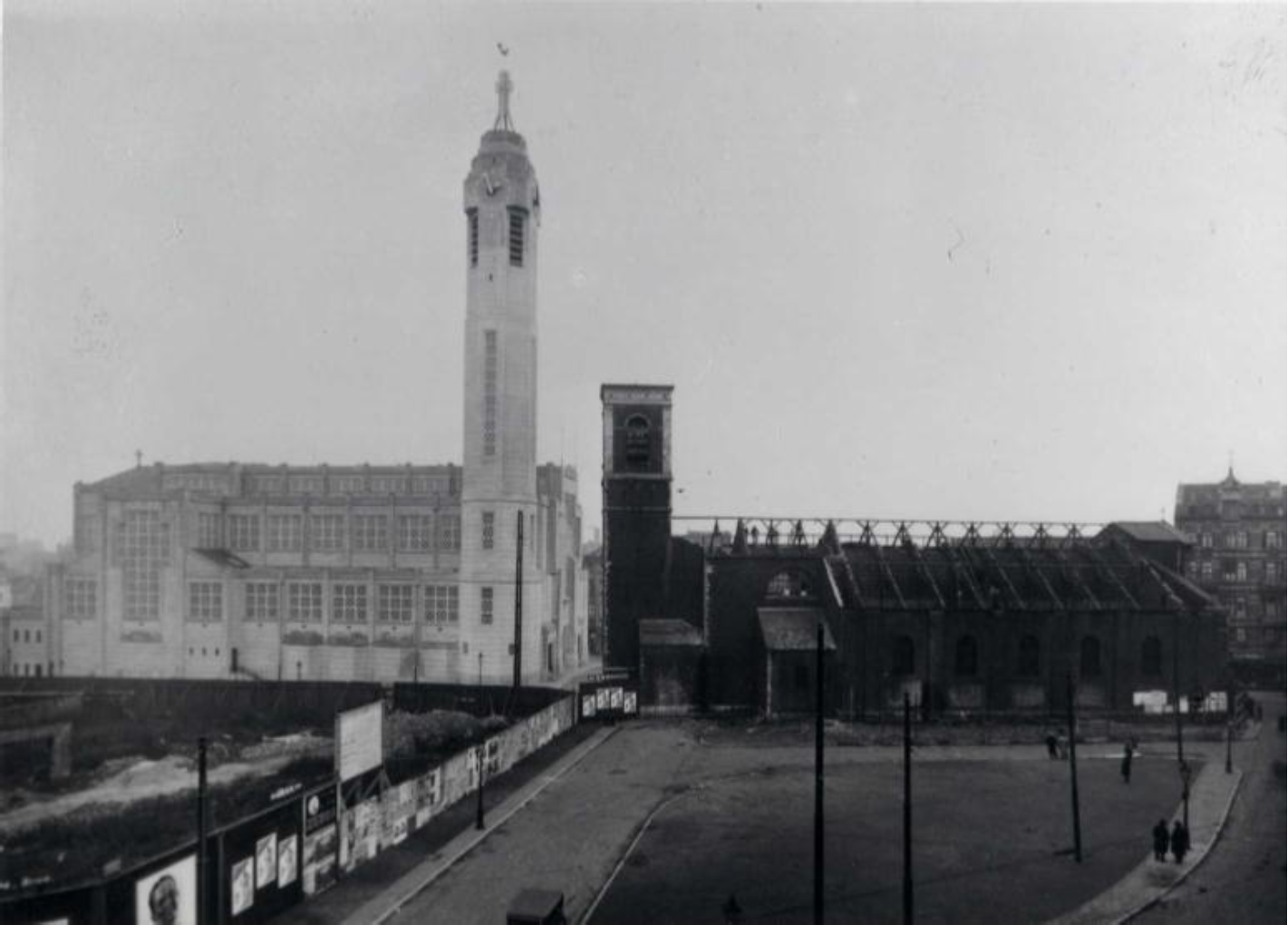
De oude kerk wordt nog afgebroken terwijl de nieuwe er al staat, 1932.

### Middeleeuwen
Al in de 9de eeuw was er in Molenbeek een kerk gewijd aan Johannes de Doper. De chronologie en locatie van de opeenvolgende kerkgebouwen is niet volledig duidelijk. Volgens Verbesselt dateert de parochie van vóór de 9de eeuw. Het territorium ervan strekte zich uit tot aan de Zenne en omvatte vanaf eind 12e eeuw een kapel gewijd aan Sint-Catharina (die door de bouw van de twee stadsomwallingen zou afgesplitst raken en zich geleidelijk verzelfstandigen tot de huidige Sint-Katelijnekerk).
Gaandeweg werd de Molenbeekse parochie echter afhankelijk van het jongere kapittel van Sint-Goedele. Op 9 april 1174 vaardigde paus Alexander III drie bullen uit die deze toestand impliciet bevestigden. Dit nam niet weg dat de pastoor van Molenbeek menig dispuut uitvocht met de kanunniken van Sint-Goedele: over de vestiging van een vrouwenconvent buiten de Katharinapoort (1238), over het Begijnhof Onze-Lieve-Vrouw ter Wijngaarde (1250), over de oprichting van een school (1431), enz.
Rondom de Sint-Jan-de-Doperkerk van Molenbeek groeide een bijzondere pelgrimstraditie voor wie leed aan de vallende ziekte. Het hoogtepunt was de dansprocessie op Sint Jansdag (24 juni), even na de Zomerzonnewende. Ze moest niet onderdoen voor gelijkaardige dansstoeten in Echternach, Dudelange en Prüm. Epileptici konden genezing voor één jaar bekomen door dansend naar Molenbeek te gaan en er het brugje over te steken zonder met hun voeten de grond te raken. In een schets van Pieter Bruegel de Oude uit 1564 is te zien hoe de hysterische dansers ondersteund worden en begeleid door doedelzakspelers die vervaarlijk in hun oor blazen. Het onderschrift legt de link tussen dans en genezing. Later is dit tafereel tot een volwaardig schilderij uitgewerkt door zijn oudste zoon. Hendrick Hondius maakte er dan weer drie gedetailleerde gravures van (1642). Latere bronnen meldden dat men de zieken vanaf de brug in de ondiepe beek deed tuimelen.
Ook aan de dauw op de ochtend van Sint-Jan werden genezende krachten toebedacht. Mensen rolden zich door het veld of kleedden zich met doeken die ze 's nachts buiten hadden gelegd.
De laatmiddeleeuwse versie van de Sint-Jan-de-Doperkerk werd in 1578 vernield tijdens de Brusselse republiek. Door de godsdienstige troebelen besloot de pastoor van Molenbeek om de Katelijnekapel tot zijn hoofdkerk te maken. In Molenbeek volgden nog verschillende herbouwingen.
Het uitzicht van de in 1578 afgebroken kerk is gedocumenteerd in vijf bronnen:
- De kaart van Jacob van Deventer (1554), bewaard in de Koninklijke Bibliotheek Albert I van Brussel, Ms.22090;
- Het stadgezicht van Anthonis van den Wijngaerde (1558), bewaard in het Ashmolean Museum te Oxford, inv. nr. C.LG.IV.46b;
- Het schilderij Sint-Jansdansers in Molenbeek van Pieter Brueghel de Jonge (1592);
- Gravure van Chemnitz met de afbeelding van de Sint-Jan de Doperkerk van 1596, bewaard in het Prentenkabinet van de Koninklijke Bibliotheek Albert I;
- Een beschrijving van de Sint-Gorikskerk (1663), Algemeen Rijksarchief, Notariaat, nr. 2685.

### 1836-1932
In 1834-36 werd gebroken met de middeleeuwse Sint-Janskerk, die volledig herbouwd werd naar een ontwerp van Louis Spaak. Ook het nieuwe gebedshuis bleek echter niet berekend op de aanhoudende bevolkingsgroei die Molenbeek doormaakte. Het sobere, door vochtproblemen geteisterde gebouw was alweer toe aan vervanging, maar de kerkfabriek had voor zo'n operatie niet de middelen. Er waren reeds zeven nieuwe parochies gecreëerd. 
Het socialistische, antiklerikale gemeentebestuur van burgemeester Louis Mettewie besloot dan maar zelf een nieuwbouw te bekostigen die het "Belgische Manchester" waardig was. Als gevolg hiervan bestaat nog steeds een spanningsveld over de exacte eigendomsstatus en de rechten van resp. gemeente en kerkfabriek. De nieuwe kerk werd opgetrokken naast de oude, die na afbraak ruimte bood voor de aanleg van het Sint-Jans-Voorplein.

### Art-decokerk
De Sint-Janskerk van architect Diongre was na de Sint-Suzannakerk een van de eerste Brusselse kerken uit gewapend beton. Deze keuze was in de eerste plaats financieel: ze liet toe om de kosten te beperken tot 5 miljoen frank i.p.v. de oorspronkelijk geraamde 9 miljoen. Dit was ook de reden voor het gebruik van betonnen prefabvensters (604 oosters aandoende kaders of claustra). Door deze moderne technieken kon de bouw gebeuren in een recordtijd van vijftien maanden (de plannen waren op 20 augustus 1930 ondertekend en de eerst steen was gelegd door kardinaal Jozef Van Roey op 11 mei 1931). De witstenen kruisweg (1932) is van de hand van Paul Stoffyn.
De nieuwe kerk bood plaats voor duizenden gelovigen. Het gebouw is beschermd bij besluit van 29 februari 1984 en werd begin 21e eeuw gerenoveerd. De misvieringen trekken tegenwoordig ook Afrikaanse katholieken.

#### Beschrijving
Buiten is de betonstructuur deels bekleed met witte Brainvillierssteen. Op de façade zijn bas-reliëfs aangebracht. Boven de hoofdingang bevindt zich de Doop van Christus door Albert Aebly, en verder zijn ook de attributen van de Vier Evangelisten te zien. De glaspartij in de voorgevel heeft de vorm van een Latijns kruis. De ranke, octogonale toren is toegankelijk voor publiek.
Het kleurige interieur wordt gedomineerd door elegante paraboolbogen die zo lijken weggelopen uit de Zeppelinhangars van Orly (1923). Hun monumentaliteit is een geslaagde verderzetting van het werk van vernieuwer Auguste Perret, dat Diongre bekend was (confectieatelier Esders in Parijs, hoofdpaviljoen van de cultuurexpo in Brno). De zes bogen van het middenschip zijn 23 meter hoog. De gebrandschilderde en in beton gevatte glaswanden zijn geïnspireerd op de Notre-Dame du Raincy, eveneens van de gebroeders Perret. Diongre liet het gekleurde daglicht ook door het dak binnenkomen. Alle (non-figuratieve) brandglazen komen uit het atelier van de Jetse glazenier Frans David Crickx (1893-1979). Enkele interieurelementen zijn overgenomen uit de oude kerk, waaronder het koorgestoelte (17e eeuw) en een Johannes de Doper (eind 18e eeuw, toegeschreven aan Pieter Jozef Verhaghen).

## Archieven
Het Rijksarchief te Anderlecht bewaart de parochiale geschiedenis van de Sint-Jan-Baptistkerk.